# Castello di Absalon
Il castello di Absalon, (in danese: Absalons borg) fu una fortificazione posta sull'isola di Slotsholmen a Copenaghen, in Danimarca, collocato sul sito poi occupato dal castello di Copenaghen e dall'attuale palazzo di Christiansborg. Secondo il cronista medievale Saxo Grammaticus, il castello venne fondato dal vescovo Absalon nel 1167 per proteggere la città di Copenaghen. Il castello sopravvisse per 200 anni prima di essere distrutto nel 1369 dalla Lega anseatica che, in un primo momento lo occupò e lo saccheggiò, e poi lo demolì completamente.
Il castello era composto da un muro di cinta circolare che racchiudeva il cortile interno e diverse strutture tra cui la residenza del vescovo, una cappella e altri ambienti di servizio. Le rovine del castello di Abasalon si possono ancora oggi vedere negli scavi condotti sotto il palazzo di Christiansborg.

## Storia

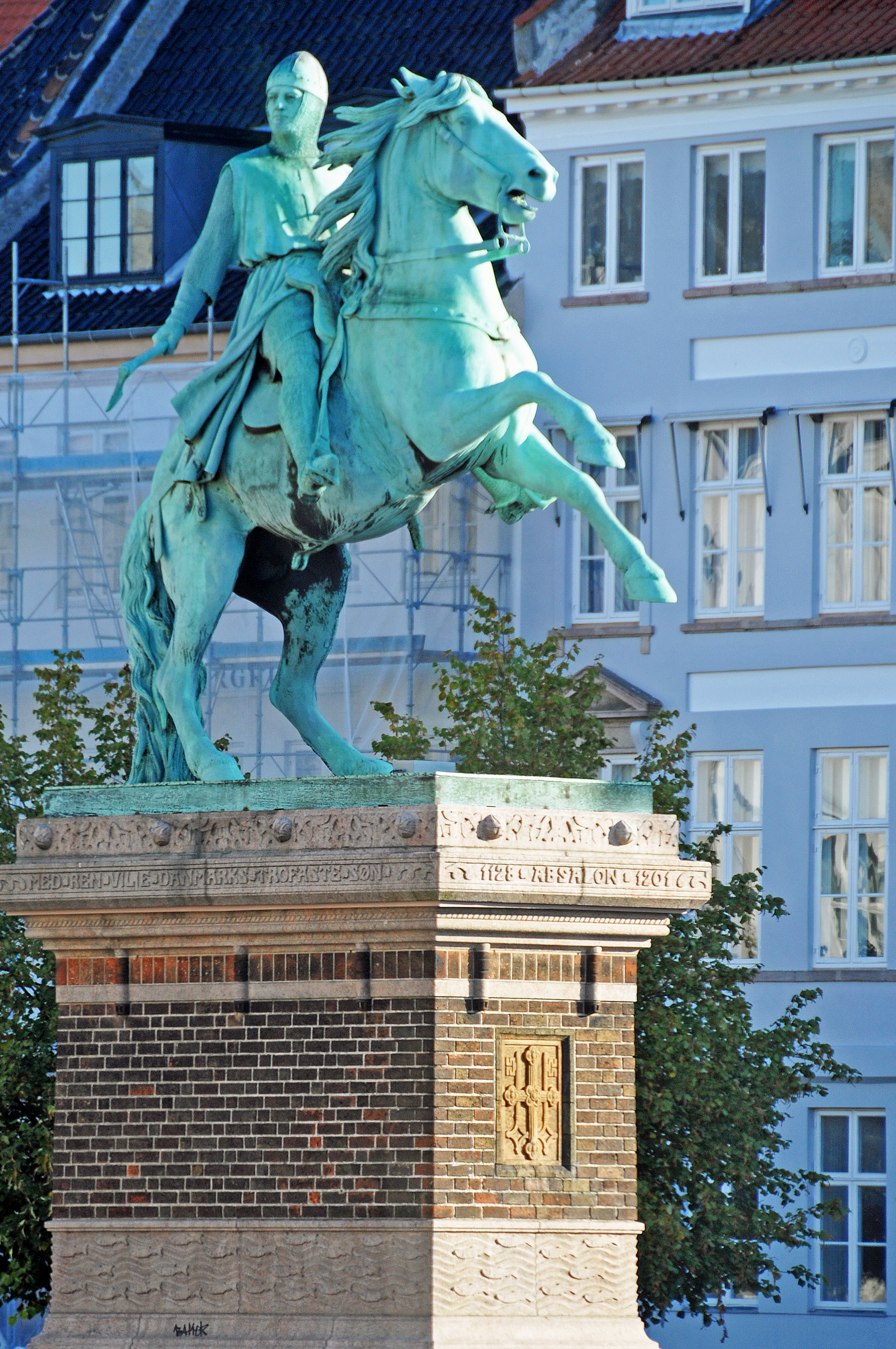
Statua equestre di Absalon ad opera di Vilhelm Bissen s Højbro Plads, di fronte al palazzo di Christiansborg ove un tempo sorgeva il castello

Secondo il cronista  Saxo Grammaticus, il castello di Absalon - talvolta chiamato anche "castello del vescovo Absalon" (in danese: Biskop Absalons borg) o "castello di Absalon al porto" (in danese: Absalons borg ved havn) - venne fondato nel 1167 dal vescovo Absalon di Roskilde, il quale nel 1157 aveva ricevuto la città di Copenaghen e i suoi sobborghi come dono da parte di re Valdemaro I di Danimarca.
Alla morte di Absalon nel 1201, il possesso del castello e della città passarono alla diocesi di Roskilde. Alcuni decenni dopo, ad ogni modo, esplose una lotta feudale tra la corona e la chiesa e per due secoli i diritti di possesso del castello e della città vennero pesantemente contestati.
Nel 1368 il castello e la città vennero conquistati da una coalizione di nemici del re Valdemaro IV di Danimarca, di cui il maggiore esponente erano la  Lega anseatica, il re Alberto di Svezia, il duca di Meclemburgo ed i conti di Holstein. L'anno successivo, il castello venne raso al suolo come risultato del trattato di pace.
Dopo la distruzione del castello, i resti della struttura vennero ricoperti da terriccio e sopra questo venne eretto il  castello di Copenaghen e poi il  palazzo di Christiansborg. I resti dell'antico castello vennero scoperti e portati alla luce nel 1907 e nel 1917 durante la costruzione dell'attuale palazzo di Christiansborg.

## Il castello
Il castello era circondato da un muro di cinta di pietra calcarea proveniente dalle cave di Stevns, frammenti che ancora oggi sono visibili. In alcune parti si sono trovate anche tracce di altre strutture tra cui travi di quercia e frammenti di marmo che farebbero ricondurre l'ambiente alla cappella del palazzo.